# Podział administracyjny Eswatini

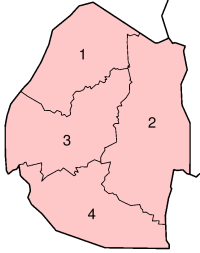
Podział administracyjny Eswatini

Podział administracyjny Eswatini jest trójstopniowy. Państwo dzieli się na 4 dystrykty:
- 1. Hhohho ze stolicą w Mbabane
- 2. Lubombo ze stolicą w Siteki
- 3. Manzini ze stolicą w Manzini
- 4. Shiselweni ze stolicą w Nhlangano

Dystrykty dzielą się natomiast na tinkhundla, których w całym państwie jest 55. Tinkhundla dzielą się na imiphakatsi.

## Historia
Do grudnia 1963 roku w Suazi, jeszcze jako kolonii brytyjskiej, istniało 6 dystryktów:
- Bremersdorp
- Hlatikulu
- Mankaiana
- Mbabane
- Pigg's Peak
- Stegi